# Dmitrij Filmonow
Dmitrij Filmonow (ur. 18 kwietnia 1987 w obwodzie karagandyjskim) – kazachski wioślarz.

## Osiągnięcia
- Mistrzostwa Świata – Poznań 2009 – dwójka bez sternika – 13. miejsce[1].